# Кемпбелл (Огайо)
Кемпбелл (англ. Campbell) — місто (англ. city) в США, в окрузі Магонінґ штату Огайо. Населення — 7852 особи (2020).

## Географія
Кемпбелл розташований за координатами 41°4′41″ пн. ш. 80°35′24″ зх. д. / 41.07806° пн. ш. 80.59000° зх. д. (41.078013, -80.589968).  За даними Бюро перепису населення США в 2010 році місто мало площу 9,70 км², з яких 9,61 км² — суходіл та 0,08 км² — водойми.

## Демографія
Згідно з переписом 2010 року, у місті мешкало 8235 осіб у 3393 домогосподарствах у складі 2209 родин. Густота населення становила 849 осіб/км².  Було 3974 помешкання (410/км²).
Расовий склад населення:
| - 69,1 % — білих - 21,2 % — чорних або афроамериканців - 0,4 % — азіатів - 0,3 % — корінних американців - 5,2 % — осіб інших рас |

До двох чи більше рас належало 3,8 %. Частка іспаномовних становила 15,8 % від усіх жителів.
За віковим діапазоном населення розподілялося таким чином: 23,2 % — особи молодші 18 років, 57,2 % — особи у віці 18—64 років, 19,6 % — особи у віці 65 років та старші. Медіана віку мешканця становила 41,5 року. На 100 осіб жіночої статі у місті припадало 90,0 чоловіків;  на 100 жінок у віці від 18 років та старших — 86,5 чоловіків також старших 18 років.
Середній дохід на одне домашнє господарство  становив 40 286 доларів США (медіана — 29 554), а середній дохід на одну сім'ю — 47 976 доларів (медіана — 36 451). Медіана доходів становила 32 423 долари для чоловіків та 29 777 доларів для жінок. За межею бідності перебувало 26,8 % осіб, у тому числі 47,1 % дітей у віці до 18 років та 7,6 % осіб у віці 65 років та старших.
Цивільне працевлаштоване населення становило 2819 осіб. Основні галузі зайнятості: освіта, охорона здоров'я та соціальна допомога — 24,7 %, роздрібна торгівля — 14,2 %, виробництво — 12,6 %.